# 加斯特雷縣

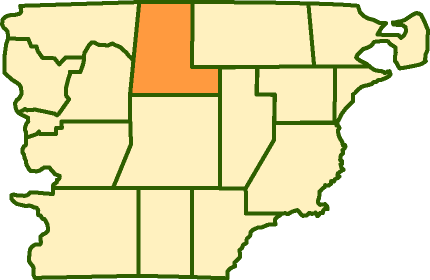

42°15′47″S 69°13′20″W / 42.26306°S 69.22222°W
加斯特雷縣（西班牙語：Departamento Gastre），是阿根廷的縣份，位於該國中部丘布特省，首府設於加斯特雷，始建於1904年，面積16,335平方公里，2010年人口1,427，人口密度每平方公里0.1人。